# Acanthocladus
Genre
Acanthocladus est un genre de plantes à fleurs de la famille des Polygalaceae originaire d'Amérique du Sud.

## Liste d'espèces
Selon The Plant List (28 décembre 2013) :
- Acanthocladus albicans A.W.Benn.
- Acanthocladus brasiliensis Klotzsch ex Hassk.
- Acanthocladus guayaquilensis B.Eriksen & B.Ståhl
- Acanthocladus moyanoi Speg.
- Acanthocladus scleroxylon (Ducke) B.Eriksen & B.Ståhl

Selon Paleobiology Database (28 décembre 2013) :
- Gigantocladus xyloides

Selon Tropicos (28 décembre 2013) (Attention liste brute contenant possiblement des synonymes) :
- Acanthocladus albicans A.W. Benn.
- Acanthocladus brasiliensis (A. St.-Hil.) Klotzsch ex Hassk.
- Acanthocladus caracansis Glaz.
- Acanthocladus colombianus G.A. Aymard & J.F.B. Pastore
- Acanthocladus dukei (Barringer) J.F.B. Pastore & D. Cardoso
- Acanthocladus guayaquilensis B. Eriksen & B. Ståhl
- Acanthocladus microphylla Griseb.
- Acanthocladus microphyllus Griseb.
- Acanthocladus moyanoi Speg.
- Acanthocladus pulcherrimus (Kuhlm.) J.F.B. Pastore & D. Cardoso
- Acanthocladus santosii (Wurdack) J.F.B. Pastore & D. Cardoso
- Acanthocladus scleroxylon (Ducke) B. Eriksen & B. Ståhl
- Acanthocladus tehuelchum Speg.